# Behind the Sun (Chicane-album)
A Behind the Sun Chicane angol zenész második albuma 2000 augusztusából.

## Számok
1. Overture – 3:46
2. Low Sun – 6:56
3. No Ordinary Morning (Bracegirdle, Ray Hedges, Martin Brannigan) – 5:08
  - Ének: Tracy Ackerman
4. Saltwater (Original Mix) (Bracegirdle, Hedges, Paul Brennan, Ciaran Brennan) – 10:03
  - Ének: Maire Brennan
5. Halcyon – 9:01
6. Autumn Tactics (Bracegirdle, Hedges) – 4:53
  - Ének: Justine Suissa
7. Overlap – 4:38
8. Don't Give Up (Bracegirdle, Bryan Adams, Hedges) – 8:22
  - Ének: Bryan Adams
9. Saltwater (The Thrillseekers Remix) (Bracegirdle, Hedges, P. Brennan, K. Brennan) – 6:55
  - Ének: Maire Brennan
10. Andromeda (Bracegirdle, Elstob) – 6:38
11. Don't Give Up (Radio Edit) (Bracegirdle, Adams, Hedges) – 3:40 (rejtett szám)
  - Ének: Bryan Adams